# Krakowskie Otwarte Spotkania Artystyczne
Krakowskie Otwarte Spotkania Artystyczne (KOSA) – cykl multisensorycznych spotkań ze sztuką z udziałem interesujących (często niszowych), przedstawicieli różnych dziedzin twórczości. Główną ideą spotkań jest dialog między ludźmi sztuki oraz wspólna realizacja syntetycznych projektów artystycznych.

## Projekt
W ramach projektu na każde spotkanie KOSA składają się sztuki werbalne wizualne i audytywne oraz synkretyczne formy twórcze, jak również kompilacje poszczególnych gałęzi sztuk.
Niektóre z dotychczas prezentowanych form:
- literatura (poezja i proza)
- dramat
- film
- interaktywny performance
- malarstwo
- grafika
- linoryt
- rzeźba
- instalacja
- montaż wizualno-literacki
- muzyka

Pomysł zorganizowania Krakowskich Otwartych Spotkań Artystycznych jako miejsca swobodnej konfrontacji przedstawicieli wszystkich sztuk i prądów artystycznych, zrodził się w czerwcu 2007 r. Koordynatorami projektu są: Agnieszka Żuchowska-Arent (poetka, tłumaczka), Marek Arent (poeta) i Piotr Górnikiewicz (grafik).

### Miejsce spotkań
Spotkania KOSA w latach 2007–2009 odbywały się comiesięcznie w „Kawiarni Naukowej” – obecnie nieregularnie w różnych miejscach.

## Wybrani twórcy
Niektórzy twórcy i zespoły biorące udział w dotychczasowych spotkaniach KOSA:
- Andrzej Betlej (rzeźba)
- Biała Gorączka (zespół muzyczny)
- Bożena Boba-Dyga (poezja, śpiew, montaż literacko-fotograficzny)
- Ewa Chruściel (poezja)
- Agata Dębicka (grafika)
- ELOE - theatre of noise (dramat)
- F. A. Maniacs (zespół muzyczny)
- Marzena Niezgoda (poezja)
- Barbara Gruszka-Zych (poezja)
- Natalia Kabiesz (linoryt)
- Józef Kwolek (poezja - fraszki)
- Grzegorz Palus (muzyka - akordeon)
- Wojciech Węcław (performance)
- Serty Żur (zespół muzyczny)
- Michał Zantman (proza)
- Żmij (zespół muzyczny)